# Trypocopris pyrenaeus
Trypocopris pyrenaeus là một loài bọ cánh cứng trong họ Geotrupidae. Loài này được Charpentier miêu tả khoa học năm 1825.